# Madonna Casotti
Madonna Casotti o Madonna col Bambino, i santi Paolo e Agnese, e i donatori è un dipinto olio su tavola di Andrea Previtali conservato presso il Accademia Carrara di Bergamo, commissionato nel 1523 da Paolo Casotti ricco commerciante di Bergamo.

## Storia
Andrea Previtali, bergamasco di nascita ma cresciuto a Venezia dove aveva seguito il padre commerciante di corde e aghi, fece ritorno a Bergamo nel 1512 su invito da Domenico Tasso che gli aveva commissionato il dipinto per la chiesa di santo Spirito, ma fu la famiglia di Paolo Casotti a commissionargli il maggior numero di lavori, in particolare per la chiesa di santa Maria delle Grazie con il dipinto Cristo Trasfigurato nel 1513, tutti gli affreschi per Palazzo Zogna e nel 1523 il dipinto dove fu immortalato con la moglie Agnese Avinatri, molto più giovane d lui, sposata in seconde nozze e in stato di gravidanza. 
In quel tempo furono molti i pittori che avevano cercato fortuna a Venezia e che facevano ritorno nella città orobica dove si viveva un periodo di risveglio economico dopo gli anni di occupazione spagnola e francese, tra questi il Busi e Palma il Vecchio e il veneziano Lorenzo Lotto di cui il Previtali divenne amico e ispiratore. Il Previtali aveva la qualità di saper riprodurre, con numerose varianti, i lavori di altri artisti, questo gli permise di esser sempre innovativo con i suoi lavori mantenendo quel lato belliniano appreso da giovane alla bottega di Giovanni Bellini.
Il dipinto divenne di proprietà dei Marchesi Solza per lascito ereditario e poi fu acquistato da Alessandro Solza, che lo ha venduto nel 1854 all'Accademia Carrara al prezzo di L. 4500 prezzo che non parve essere eccessivo

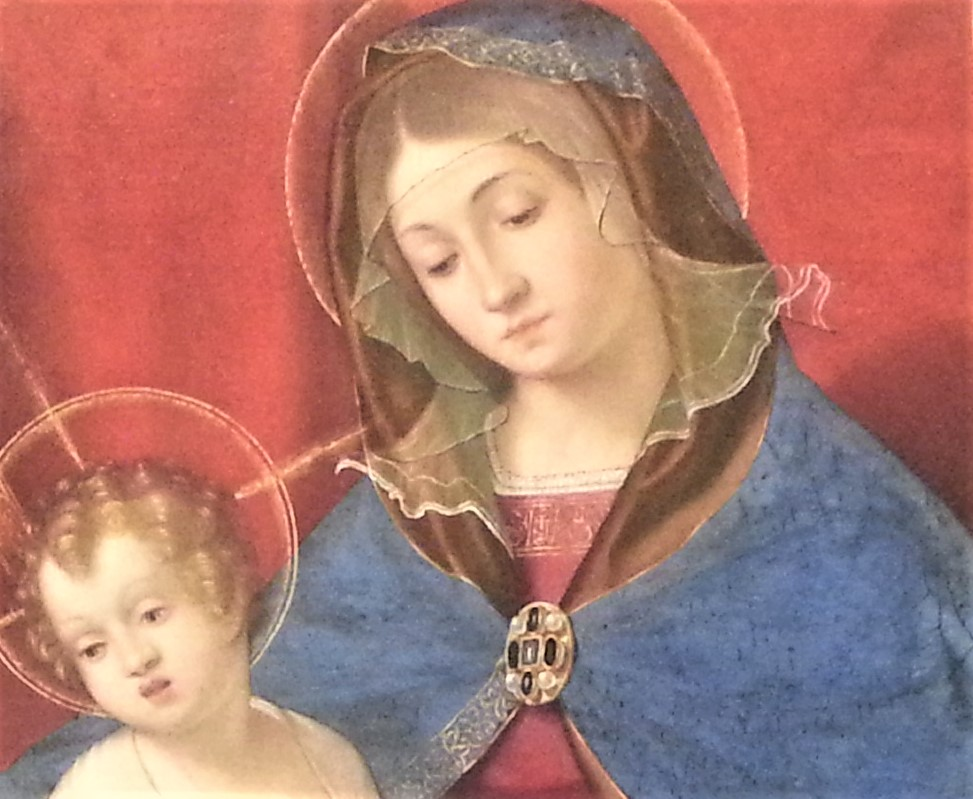
Madonna Casotti-Madonna col Bambino

## Descrizione
Il dipinto è uno dei più conosciuti dell'artista, raffigura una Sacra conversazione composta dalla Madonna col Bambino tra le braccia e santi. I santi sono però posti in modo non consueto, san Paolo e santa Agnese, omonimi e patroni dei committenti, volgono le spalle all'osservatore ponendosi di fronte alla Madonna, mentre i coniugi Casotti sono a lato della Vergine in alto, a destra Paolo Casotti e la moglie Agnese a sinistra, posizione generalmente dei santi in preghiera. 
Il Previtali prese spunto dal dipinto Ritratto dei coniugi Agliardi di Lorenzo Lotto, conservato presso il museo Ermitage di San Pietroburgo, ma eseguito a Bergamo per la famiglia Agliardi dove Apollonia Casotti Agliardi viene dipinta con l'ornamento della medesima capigliatura impreziosita di fili d'oro e pietre. Il gioiello era quindi patrimonio della famiglia Casotti de Mazzoleni e veniva indossato dalle donne come emblema del casato, le due donne facevano infatti parte dei due rami differenti del casato, ma probabilmente il prezioso oggetto fu loro donato in occasione dei relativi matrimoni. 

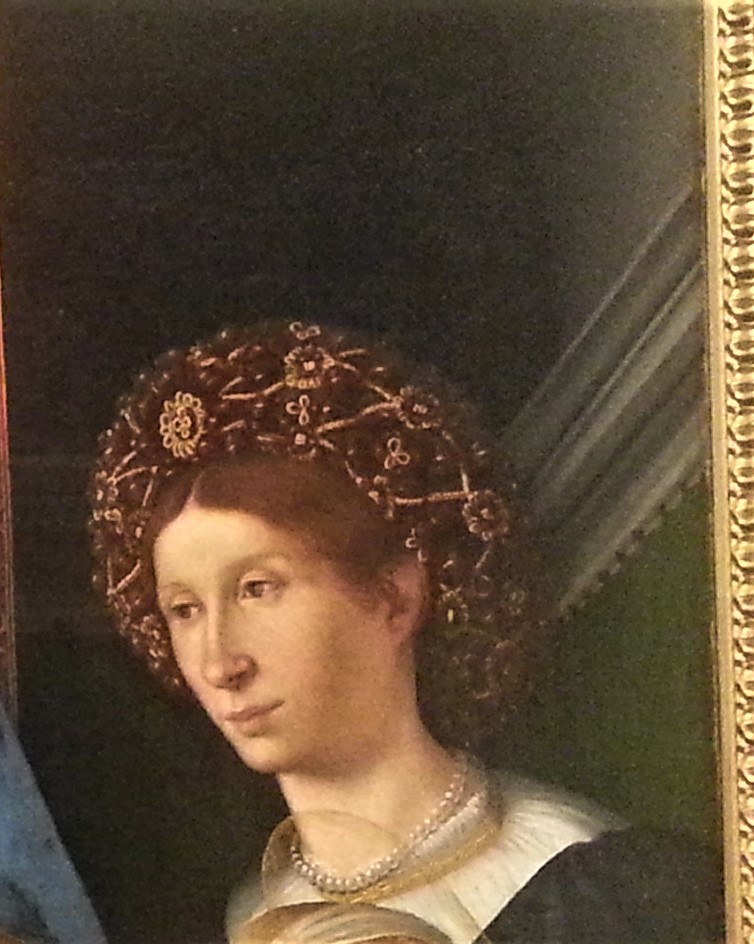
Madonna Casotti - ritratto di Agnese

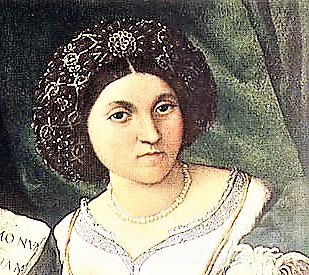
particolare di Apollonia Casotti Agliardi-ritratto dei coniugi Agliardi -Lorenzo Lotto

Se Paolo Casotti guarda fisso in avanti, probabilmente per lasciarsi raffigurare dall'artista nei suoi tratti migliori, lo sguardo di Agnese si perde lontano. La donna è in stato di gravidanza probabilmente avanzato e il suo pensiero esprime il desiderio di dare un erede maschio al coniuge che dal primo matrimonio con Defenda Mazoleni aveva avuto sette figlie femmine, ma è anche premonitore, lei infatti partorirà un figlio maschio, che Paolo Casotti non vedrà crescere morendo quando questi sarà ancora infante, ma che morirà in giovane età lasciando la famiglia senza eredi maschi.